# توماس گرین (قایقران کانو)
توماس گرین (انگلیسی: Thomas Green؛ زادهٔ ۳ ژوئن ۱۹۹۹) قایقران کانو اهل استرالیا است.
وی در مسابقات کشوری و بین‌المللی در مجموع برندهٔ ۱ مدال طلا شده‌است.